# 考試焦慮

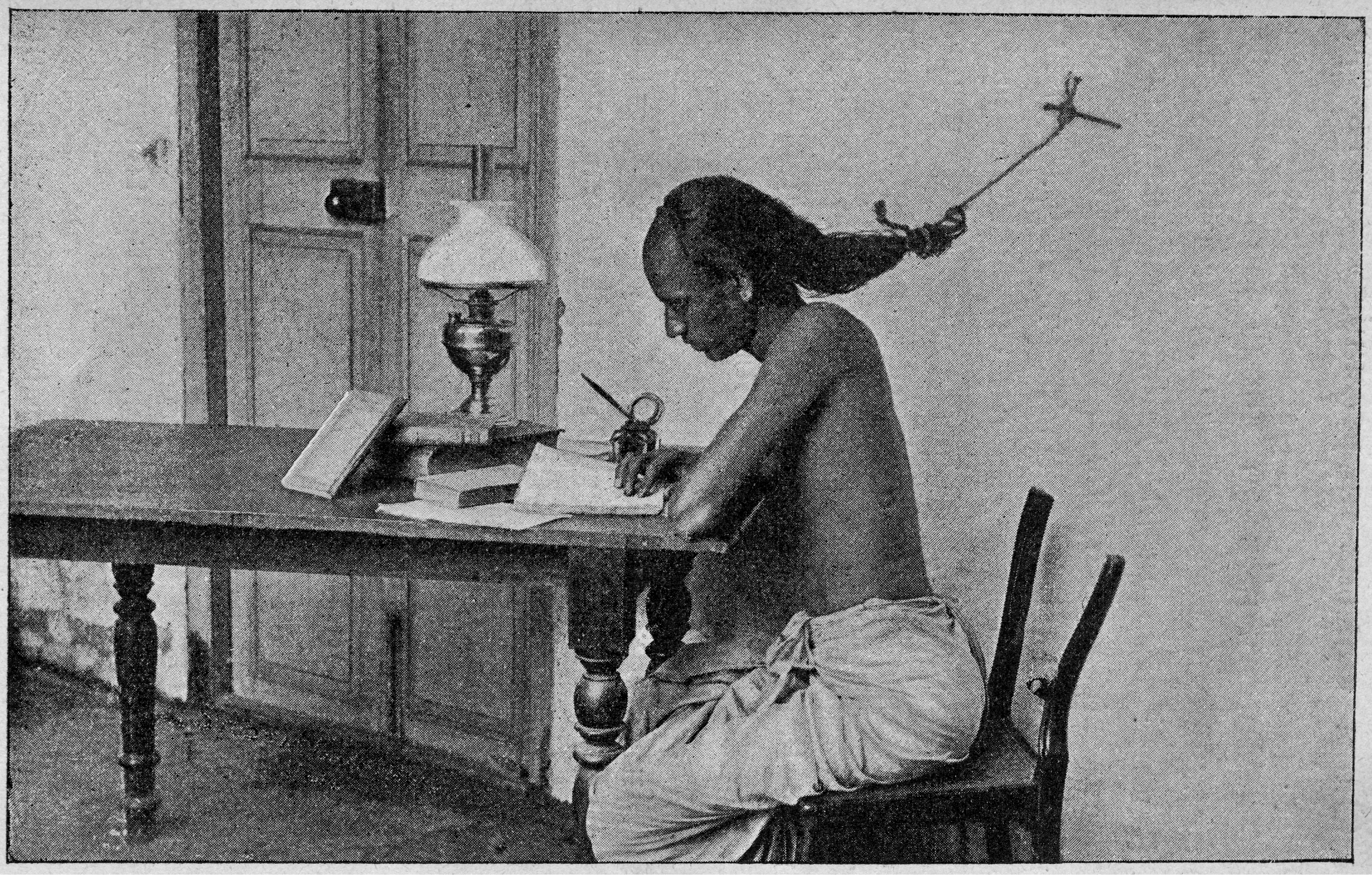
正在為考試做準備的馬德拉斯大學學生，把頭髮綁在牆上的釘子上以防止睡著

考試焦慮是測試前或測試期間产生害怕心理，引起身心一系列不良反应，往往表现得紧张焦虑、头晕出汗、思维紊乱、记忆模糊、反应迟钝、精神不集中。在中国的高考前易患此病。

## 成因
考試恐懼症形成的原因有很多，但大多數都和不好的學校成績有關，例如曾經在測試不及格。除此之外，學生本身或父母過度看重成績所造成的壓力亦或焦慮也是很大的原因。學生多數是對即將舉行的考試過分擔心，害怕被評價，憂慮關於後果所造成。

## 症狀
症狀主要為對考試莫名的恐懼、焦慮，可能伴隨許多生理反應，如噁心、嘔吐、頭暈、腹瀉、胃痛、喉嚨痛以及暈厥等。
- 流汗
- 顫抖
- 忽冷忽熱
- 心跳加速
- 呼吸困難
- 胸口翳悶或作痛
- 手腳麻痺或無知覺
- 作悶作嘔或胃部不適
- 頭昏眼花或昏倒[5]
- 發燒[原創研究？]